# Abisz (imię)

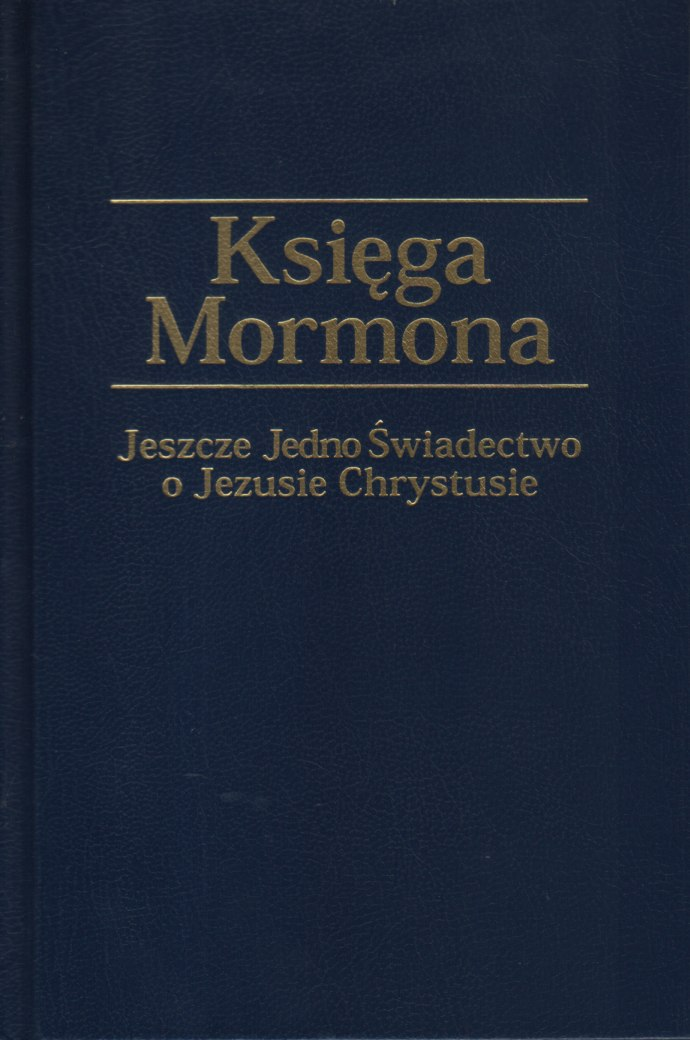
Księga Mormona, jedno z mormońskich pism świętych i jednocześnie tekst, z którego pochodzi imię Abisz

Abisz (deseret 𐐁𐐒𐐆𐐟) – imię żeńskie występujące w wyznaniach należących do ruchu świętych w dniach ostatnich (mormonów). Pochodzi z Księgi Mormona, w której nosiła je nawrócona Lamanitka, służąca żony króla Lamoniego. Pojawiło się w źródłach już w początkach mormonizmu. Występuje w Stanach Zjednoczonych. Jest rzadkim i dość niechętnie wybieranym imieniem, co wyjaśniano na różne sposoby, choćby wskazując na jego mało dziewczęce brzmienie. Znalazło odzwierciedlenie w szerszej mormońskiej kulturze. Jako imię wywiedzione z pism świętych uznawane jest za powód do dumy, ma także wywierać pozytywny wpływ na życie duchowe noszącego je człowieka.

## Pochodzenie
Pochodzi z Księgi Mormona, jednego z pism świętych przynależnych do kanonu tej tradycji religijnej. Nosiła je w tym tekście nawrócona Lamanitka, służąca żony króla Lamoniego.

## Perspektywa historyczna
Pojawia się w źródłach historycznych już w początkach mormonizmu. Nosiła je Abish Pratt (1851–1866), adoptowana córka Parleya P. Pratta, oraz Elizabeth Brotherton. Rejestr wczesnych misjonarzy posługujących w Kościele Jezusa Chrystusa Świętych w Dniach Ostatnich, obejmujący okres między 1830 a 1940, wspomina z kolei Abish Jones, matkę Elwooda Jonesa Corry’ego. Starszy ten misję odbył na Wyspach Brytyjskich w latach 1930–1933.

## Występowanie i popularność
Wśród świętych w dniach ostatnich jest rzadkim i dość niechętnie wybieranym imieniem. Dane amerykańskiej Social Security Administration (SSA) za okres od 1960 do 2014 dotyczące częstości występowania imion w kraju wskazują na imię Abisz w swojej dokumentacji jedynie w latach 1999, 2000 i 2003. SSA uwzględnia w przygotowanej przez siebie bazie danych jedynie imiona, które pojawiły się minimum pięciokrotnie w skali całego kraju w ciągu roku. Możliwe zatem, że dziewczynki tak nazywane urodziły się również w innych latach wspomnianego półwiecza. 
W Księdze Mormona występuje niewiele imion żeńskich. Wiązano z tym rzadkość imienia Abisz. Innym powodem może być obecna w mormońskiej kulturze tendencja do nadawania córkom imion brzmiących dziewczęco. Zauważono, że imiona żeńskie obecne w Księdze Mormona zwyczajnie nie pasują do tego wzorca. Przypuszczano też, że znaczące kobiety mormonizmu, zarówno te z pism świętych jak i spoza nich, mają mniejszy wpływ na praktyki nazewnicze świętych w dniach ostatnich niż mężczyźni.
Jednocześnie jako imię specyficznie mormońskie znalazło odbicie w kulturze Kościoła, z którego wierzeń wyrosło. Artykuł na łamach pisma „Friend” z maja 1994 wskazuje choćby, że imię zaczerpnięte z Księgi Mormona może być powodem do dumy oraz wywierać pozytywny wpływ na życie duchowe noszącego je człowieka. Podobną tematykę porusza numer tego samego pisma z lutego 1995.
Jednocześnie częstość występowania danego imienia wśród świętych w dniach ostatnich jest związana z jego obecnością w Księdze Mormona. Wierni nie zawsze identyfikują je jako imię wywiedzione z pism świętych, nawet jeżeli są dobrze zaznajomieni z fundacyjnym tekstem mormonizmu, nie dostrzegając go w publikowanych przez Kościół materiałach. W tychże publikacjach natomiast Abisz wspominana jest stosunkowo rzadko. Inne imiona, takie jak Nefi, Moroni, Alma czy Ammon, pojawiają się w podręcznikach, przemówieniach czy prasie kościelnej znacznie częściej.